# 反民族行為處罰法
反民族行為處罰法是大韓民國的法律，通稱反民法，乃根據大韓民國建國憲法第101條，於1948年9月22日制定為第13條法律。國會以反民族行為處罰法成立反民族行為特別調查委員會（反民特委），手續上可以只經過初審則判處死刑。

## 經過

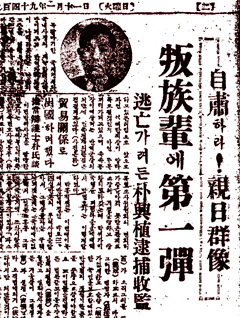
反民特委的報導（1949年1月11日的朝鮮日報）

排除親日派的舉動在駐朝鮮美國陸軍司令部軍政廳統治下的南朝鮮過渡立法議院時代已經開始。立法議院雖然已經議決「關於背叛民族者、附日協力者、謀利奸商輩的特別法」，但美國軍政廳行使否決權，結果沒有公佈。
1948年5月10日舉行大韓民國制憲國會議員選舉，5月31日召開制憲國會，反民族行為處罰法就跟大韓民國憲法同時制定。

## 構成
由3章32條構成
- 第1章 罪
- 第2章 特別調查委員會
- 第3章 特別裁判部之構成與手續
- 附則

## 概要
以下人士受到懲罰：

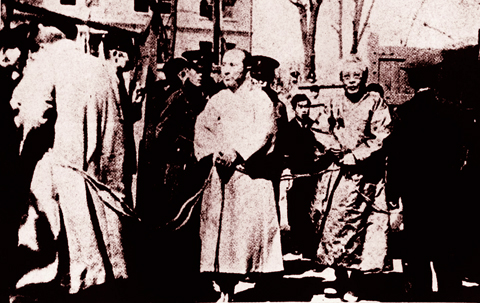
被帶走的Kim Yeonsu，崔麟

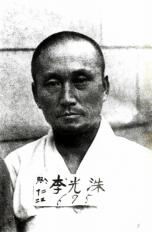
遭反民特委拘捕的李光洙。他被稱為「朝鮮近代文學之父」，曾任朝鮮日報副社長。

- 負責日韓合併的人處以死刑或無期徒刑，財產則沒收全部或超於二分之一。
- 受日本政府冊封的朝鮮貴族或者曾任帝國議會議員的人處以5年以上監禁，財産則沒收全部或超於二分之一。
- 逼害獨立運動家及其家族的人處以死刑、無期徒刑或5年以上監禁，財產則沒收全部或部份。
- 以下人士處以10年以下監禁，或者停止其公民權15年以內，財産則沒收全部或部份。
  - 朝鮮貴族的襲爵（繼承）者
  - 朝鮮總督府中樞院副議長、顧問或參議者
  - 勅任官以上的官吏
  - 阻撓獨立運動的間諜
  - 反獨立運動團體的首腦及幹部
  - 官公吏當中性質特別惡劣者
  - 國民總力朝鮮聯盟等執行日本國策的團體的幹部
  - 平民當中性質特別惡劣者
- 曾任高等官三等以上、勲五等以上的官公吏、憲兵、高等警察等職位的人直到公訴時効（1950年9月22日）之前不得任職公務員，但是技術官除外。

根據反民族行為處罰法，很多在日本統治時代貢獻朝鮮發展的主要人物、名人、知識份子被認定為親日反民族行為者。